# Solvychegodsk
Solvychegodsk (en ruso: Сольвычегодск) es una ciudad de Rusia perteneciente al Óblast de Arcángel. Está situada en la orilla derecha del río Vychegda, 25 kilómetros al nordeste de Kotlas. Su población en el año 2006 era de 2.539 habitantes.

## Historia
Solvychegodsk fue fundada en el siglo XIV a orillas del lago Solyanoye. Durante el siglo XV se llamó Usolsk. La familia Stroganov residió desde el siglo XVI y  tenía sus propias salinas. Durante los siglos XVI y XVII, Solvychegodsk tenía un comercio y una artesanía muy activos y era el centro cultural del norte de Rusia. Era especialmente famosa por su industria  del esmalte.
En 1796, la ciudad pasó bajo la jurisdicción de la gubérniya de Vólogda. Fue un lugar también de exilio político. En 1937, Solvychegodsk fue incluido en el Óblast de Arcángel.
La ciudad posee balnearios donde se emplean algunas fuentes minerales y lodos del lago Solyanoye.

## Evolución demográfica
| 1,700                      | 3,600 | 4,100 | 4,000 | 2,539 |
| (Fuente: [cita requerida]) |       |       |       |       |